# Private Hochschule Wirtschaft PHW Bern
Die Private Hochschule Wirtschaft PHW Bern AG ist die erste private Wirtschaftshochschule im Schweizer Mittelland, in der Studiengänge mit eidgenössisch anerkannten Fachhochschuldiplomen abgeschlossen werden können.
Die Hochschule ist Teil der bundesrätlich anerkannten Kalaidos Fachhochschule. Mit rund 1300 Studenten gehört sie zu den grössten Wirtschaftshochschulen der Schweiz.

## Geschichte
Ab Mitte der 1990er Jahre – und dem Inkrafttreten des Fachhochschulgesetzes – wurde in der Schweiz die Landschaft der weiterführenden Berufsbildung grundlegend geändert. Zu den einzelnen bestehenden Höheren Fachschulen HF kamen die neu organisierten Fachhochschulen FH. Die Fachhochschullandschaft der Schweiz umfasst heute sieben öffentlich-rechtliche und eine private Fachhochschule. Die Kalaidos Fachhochschule ist seit 2018 die einzige Fachhochschule mit privater Trägerschaft. Die PHW Bern ist ein Teil der Kalaidos Gruppe.
Die Führung des Feusi Bildungszentrums entschloss sich 1997, auch in die Höhere Berufsbildung einzusteigen, womit der Grundstein der PHW Bern gelegt wurde.

## Studium
Das Bachelor-Studium beginnt mit dem Grundstudium, welches drei Semester dauert und Pflichtmodule beinhaltet. Ab dem 4. Semester beginnt das Hauptstudium, welches Wahlpflichtmodule enthält. Ab dem 7. Semester beginnt das Vertiefungsstudium, welches Vertiefungsrichtungen in Wirtschaftspsychologie, International Management, Unternehmensführung KMU und Eco Economics anbietet.
Neben den oben genannten Bachelorstudiengängen bietet die PHW auch Executive MBA in General Management, Business Engineering, Medical Management und Management & Leadership. Zusätzlich auch diverse Master of Advanced Studies (MAS), Certified of Advanced Studies (CAS), Diploma of Advanced Studies (DAS) und Doctor of Business Administration (DBA).

## Ranking
Die PHW erreichte bei europäischen MBA-Programmen den 5. Platz im europäischen Lohnranking.

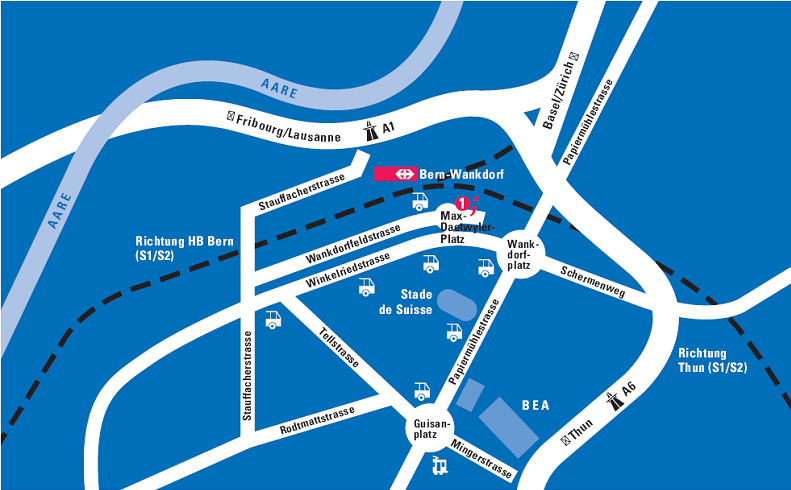
Standort
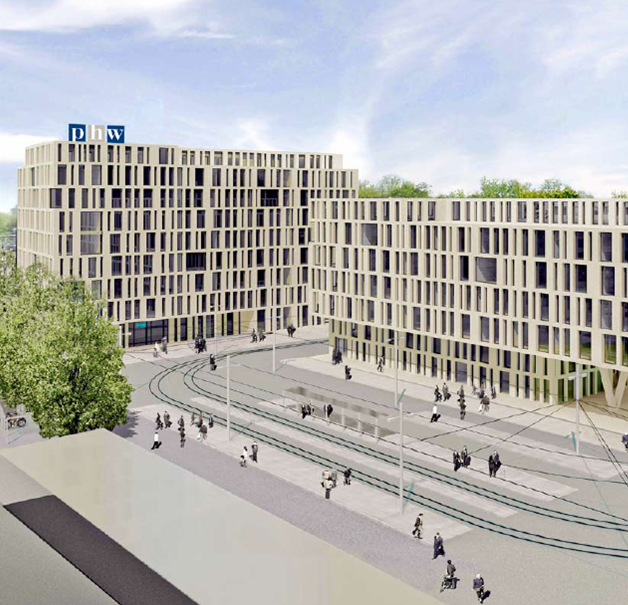
Gebäude
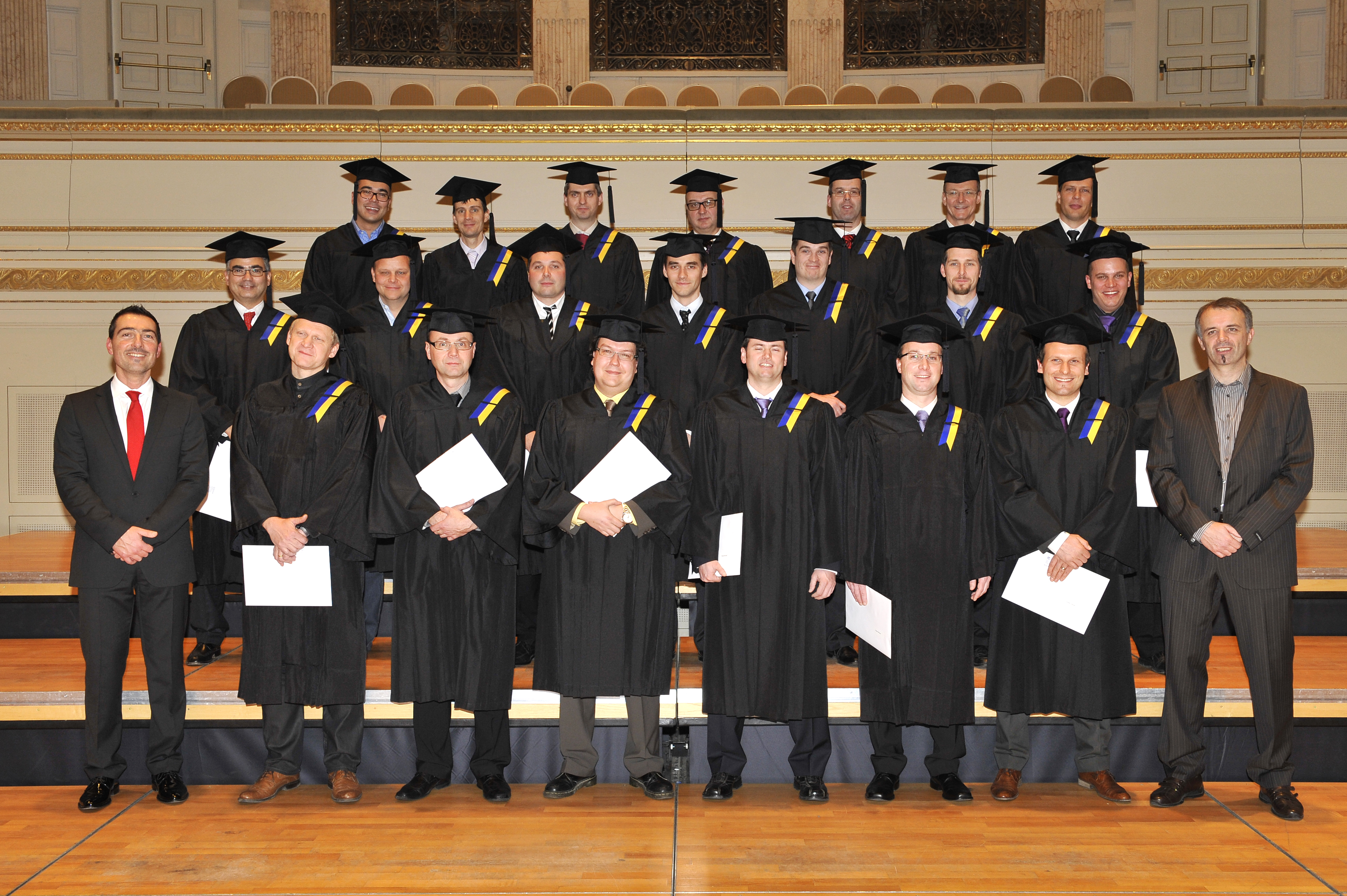
Abschlusszeremonie

## Bekannte Dozenten
(Quelle:)
- Gabriela Amgarten (* 1961), Fernsehmoderatorin
- Rudolf Grünig (* 1954), Wirtschaftswissenschaftler
- Jens Korte (* 1969), Börsenjournalist
- Samuel Schmid (* 1947), Schweizer Politiker und ehemaliger Bundesrat
- Bernard von Muralt (* 1943), Verteidigungsattaché a. D.
- Benedikt Weibel (* 1946), Manager

## Bekannte Studenten und Absolventen
- Mujinga Kambundji (* 1992), Leichtathletin
- Joel Vermin (* 1992), Eishockeyspieler